# فری‌پورت (ایلینوی)
فری‌پورت، ایلینوی (به انگلیسی: Freeport, Illinois) یک شهر در ایالات متحده آمریکا با جمعیت ۲۵٬۶۳۸ نفر است که در Stephenson County واقع شده‌است.

## موقعیت جغرافیایی
موقعیت جغرافیایی شهرها و مناطق اطراف به شرح زیر است: